# Colin Fitzgerald
Colin Fitzgerald (nascido em 26 de novembro de 1955) é um ex-ciclista australiano que competiu nos Jogos Olímpicos de Verão de 1980 pela Austrália.